# Беккенбауэр, Франц
Франц А́нтон Беккенба́уэр (нем. Franz Anton Beckenbauer, немецкое произношение: [ˈfʁants ˈbɛkənˌbaʊ̯ɐ]; 11 сентября 1945[…], Мюнхен, Германия — 7 января 2024[…], Зальцбург) — немецкий футболист и тренер, выступавший в амплуа центрального защитника или полузащитника. Часто упоминается как футболист, который изобрёл амплуа футбольного либеро (свободного защитника). Считается одним из лучших защитников XX века.
За время своей карьеры два раза признавался футболистом года в Европе, сыграл на полях трёх чемпионатов мира, в сумме провёл 103 игры за сборную ФРГ, став первым из немецких игроков, сыгравших за национальную сборную больше ста матчей. В качестве капитана команды ФРГ выиграл чемпионат мира по футболу 1974 года. На клубном уровне трижды подряд завоёвывал Кубок европейских чемпионов с мюнхенской «Баварией» в 1974—1976 годах, а также Кубок обладателей кубков УЕФА в 1967 году. Помимо «Баварии», выступал за «Нью-Йорк Космос» и «Гамбург».
После завершения игровой карьеры стал футбольным тренером, в этой должности выиграл со сборной ФРГ чемпионат мира 1990 года. В 2013—2024 годах являлся первым глобальным послом Международной детской социальной программы «Футбол для дружбы».

## Биография
Франц Беккенбауэр родился в Мюнхене в 1945 году. Второй сын почтового служащего Франца Беккенбауэра (1905—1977) и его жены Антони Хупауф (1913—2006). После школы Франц Беккенбауэр изначально изучал теорию страхования.

### Игровая карьера
Начал карьеру футболиста в составе местного клуба «Бавария» в середине 1960-х годов, впоследствии проведя большую часть своей игровой карьеры именно в этой команде. В 1970—1977 годах Беккенбауэр был капитаном «Баварии».
В сумме он провёл в Бундеслиге более 400 матчей. Отличительной чертой его стиля игры было частое подключение к атакующим действиям своей команды, благодаря чему ему часто удавалось забивать голы. Франц отдавался игре полностью, не терпел симуляции со стороны как своих, так и чужих игроков. Пауль Брайтнер в одном из интервью газете Bild рассказал, что после игры Франц часто повышал голос в отношении некоторых игроков, которые по его мнению, «отбывали номер» на поле.
Провёл более 100 матчей за сборную ФРГ, 50 из них в качестве капитана. Первый матч за сборную сыграл 26 сентября 1965 года в Стокгольме в отборочном турнире чемпионата мира 1966 года против Швеции (2:1). В марте 1966 года забил свои первые мячи за сборную, сделав дубль в ворота сборной Нидерландов в товарищеском матче. Беккенбауэр, выступавший в начале карьеры на позиции центрального полузащитника, засверкал в сборной уже в 20 лет на чемпионате мира 1966 года в Англии. В первом же матче турнира он сделал дубль в ворота Швейцарии (5:0). Затем забил в 1/4 финала в ворота Уругвая, а в полуфинале забил победный мяч в ворота сборной СССР (2:1). В знаменитом финале на «Уэмбли» сборная ФРГ уступила сборной Англии в дополнительное время. Беккенбауэр был включён в символическую сборную турнира всеми ведущими спортивными изданиями мира. В том году Беккенбауэр впервые был признан лучшим футболистом года в ФРГ.
Главными победами в составе сборной стали для Беккенбауэра титулы на чемпионате Европы 1972 года (победа в финале 3:0 над сборной СССР) и домашнем чемпионате мира 1974 года (победа в финале 2:1 над сборной Нидерландов). На этих турнирах он был капитаном сборной и играл одну из ключевых ролей наряду со своим ровесником и партнёром по «Баварии» форвардом Гердом Мюллером.
На европейском клубном уровне главными победами стали три подряд триумфа «Баварии» в Кубке европейских чемпионов (1974, 1975 и 1976). Беккенбауэр был капитаном «Баварии» во всех финалах этих турниров. За всю историю только мадридскому «Реалу» и амстердамскому «Аяксу» удавалось также выиграть Кубок чемпионов или Лигу чемпионов более двух раз подряд. Победив в сезоне 1974/75 в Кубке чемпионов, в Бундеслиге «Бавария» выступила крайне неудачно, заняв только 10-е место. История повторилась и в следующем сезоне, когда мюнхенцы стали лучшими в Европе, но только третьими в чемпионате ФРГ. В сезоне 1976/77, последнем для Беккенбауэра как игрока «Баварии», мюнхенский клуб дошёл до 1/4 финала Кубка чемпионов, где уступил киевскому «Динамо» 1:2 по сумме двух матчей, пропустив два мяча в последние 10 минут ответного матча в Киеве (Герд Мюллер пропустил оба матча четвертьфинала).
В 1972 и 1976 годах Беккенбауэр становился обладателем награды «Золотой мяч». Среди немецких футболистов более одного раза этот приз также получал только Карл-Хайнц Румменигге (1980 и 1981). Футболистом года в Германии Беккенбауэр признавался рекордные четыре раза (1966, 1968, 1974, 1976).
В 1977 году 31-летний Беккенбауэр перешёл в американский «Нью-Йорк Космос», с которым трижды (1977, 1978 и 1980) выигрывал Североамериканскую футбольную лигу. В 1977 году Беккенбауэр был признан лучшим игроком Североамериканской футбольной лиги. В те времена «Космос» был проектом американских магнатов, направленным на развитие футбола в США. Привлечение таких звёзд, как Пеле, Нескенс и Беккенбауэр, должно было привлечь на стадион зрителей и рекламодателей, но в итоге проект не оправдал себя.
В 1980 году Беккенбауэр вернулся в Германию, подписав контракт с «Гамбургом», и в сезоне 1981/82 помог клубу стать чемпионом Бундеслиги, проведя в чемпионате 10 матчей. В том же сезоне вместе с «Гамбургом» дошёл до финала Кубка УЕФА, где немецкий клуб в мае 1982 года проиграл «Гётеборгу» (0:1 в гостях и 0:3 дома), 36-летний Беккенбауэр в финальных матчах на поле не выходил. В сезоне 1982/83 «Гамбург» выиграл Кубок европейских чемпионов, но Беккенбауэр к тому времени уже покинул команду.
В 1983 году Беккенбауэр вернулся в «Нью-Йорк Космос», где провёл один сезон и завершил игровую карьеру.

### Карьера тренера и менеджера
Почти сразу после завершения карьеры 39-летний Беккенбауэр 12 сентября 1984 года был назначен главным тренером сборной ФРГ вместо Юппа Дерваля. Команда ФРГ уверенно прошла отборочный турнир на чемпионат мира 1986 года, проиграв только один матч (дома Португалии). На самом чемпионате мира ФРГ вышла из группы с командами Дании, Уругвая и Шотландии со второго места. В 1/8 финала в матче против Марокко победу ФРГ принёс гол Лотара Маттеуса на 88-й минуте. Ещё сложнее сложился матч 1/4 финала против хозяев чемпионата команды Мексики. ФРГ победила только в серии пенальти. В полуфинале немцы обыграли команду Франции со счётом 2:0 (голы Андреаса Бреме и Руди Фёллера). В финале сборная ФРГ проиграла команде Аргентины под руководством Карлоса Билардо со счётом 2:3.
В 1987 году помощником Беккенбауэра в сборной вместо Хорста Кёппеля стал Хольгер Осиек.
В 1988 году ФРГ принимала чемпионат Европы. ФРГ уверенно вышла из группы, пропустив в трёх матчах только один мяч от Италии. В полуфинале на «Фолькспаркштадионе» в Гамбурге против Нидерландов Маттеус открыл счёт с пенальти во втором тайме, но затем победу Нидерландам принесли голы Рональда Кумана и Марко ван Бастена. Сборная ФРГ стала бронзовым призёром Евро.
В отборочном турнире чемпионата мира 1990 года ФРГ заняла второе место в группе 4, пропустив на первое место Нидерланды (между собой команды дважды сыграли вничью). ФРГ вышла в финальный турнир как лучшая из команд, занявшая второе место в группах с 4 сборными. В финальном турнире в Италии Германия уверенно вышла из группы, разгромив сборные Югославии (4:1) и ОАЭ (5:1). В 1/8 финала Германия в очередной раз встретилась со сборной Нидерландов. На этот раз победу немцам принесли голы Юргена Клинсмана и Андреаса Бреме. В 1/4 финала Германия обыграла Чехословакию со счётом 1:0 благодаря голу Маттеуса с пенальти. В полуфинале в драматическом матче ФРГ победила Англию в серии пенальти. Финал на Олимпийском стадионе в Риме стал повторением финала турнира 1986 года. На этот раз единственный мяч в матче в ворота сборной Аргентины забил с пенальти на 85-й минуте Андреас Бреме. Беккенбауэр стал чемпионом мира и как игрок, и как тренер, ранее этого добивался только бразилец Марио Загалло.
Всего Беккенбауэр руководил сборной ФРГ в 66 матчах: 34 победы, 20 ничьих и 12 поражений.
В сезоне 1990/91 Беккенбауэр, сделавший совсем небольшую паузу после победы на чемпионате мира, возглавил «Олимпик Марсель», взяв с собой из сборной Германии и Хольгера Осиека в качестве помощника. Однако в клубе Бернара Тапи Беккенбауэр, не знавший французского, испытывал проблемы с общением с игроками, также «Олимпик» уже тогда начали сотрясать скандалы. В итоге Беккенбауэр провёл в Марселе в качестве главного тренера всего 4 месяца. Одним из наиболее болезненных стало гостевое поражение от «Осера» в декабре 1990 года со счётом 0:4. Тапи хотел, чтобы Беккенбауэр остался в команде на посту спортивного директора, сделав с начала 1991 года главным тренером опытнейшего бельгийца Раймона Гуталса. Гуталс смог выправить ситуацию, команда из Марселя не знала поражений в последних 15 матчах чемпионата и в итоге завоевала титул третий раз подряд. В Кубке европейских чемпионов «Олимпик Марсель», лидером атак которого был Жан-Пьер Папен, в полуфинале дважды обыграл московский «Спартак» (3:1 в Москве и 2:1 в Марселе). В финале на стадионе «Сан-Никола» в Бари 29 мая 1991 года французский клуб в серии пенальти уступил «Црвене звезде» после того, как в основное и дополнительное время мячей забито не было.
После этого Беккенбауэр дважды недолго тренировал «Баварию» — с 28 декабря 1993 года по 30 июня 1994 года и с 29 апреля 1996 года по 30 июня того же года. В 1994 году Беккенбауэр, сменив по ходу сезона Эриха Риббека, привёл «Баварию» к победе в Бундеслиге, мюнхенцы на одно очко опередили «Кайзерслаутерн». В 1996 году «Бавария» заняла второе место в Бундеслиге, отстав от дортмундской «Боруссии». Первый матч финала Кубка УЕФА 1996 года был сыгран через несколько дней после назначения Беккенбауэра главным тренером вместо Отто Рехагеля. «Бавария» дома обыграла «Бордо» со счётом 2:0. Через две недели «Бавария» обыграла «Бордо» и в гостях со счётом 3:1.
С 1994 года Беккенбауэр был президентом «Баварии» и внёс большой вклад в новые успехи клуба в конце 1990-х годов и в 2000-е годы. В 2009 году Ули Хёнесс сменил Беккенбауэра на посту президента «Баварии». В 1998 году Бенккенбауэр также стал вице-президентом Немецкого футбольного союза. Он был главой оргкомитета чемпионата мира 2006 года в Германии.

### После завершения карьеры тренера и менеджера
В 2013 году Франц Беккенбауэр стал первым глобальным послом международной детской социальной программы «Футбол для дружбы». По словам Беккенбауэра, в основе проекта лежат «ценности, которые действительно меняют мир к лучшему». 13 июня 2014 года, ФИФА отстранила Беккенбауэра от деятельности, связанной с футболом, на 90 дней. Это связано с отказом от сотрудничества по расследованию дела, связанного с выбором Катара в качестве места проведения чемпионата мира 2022 года.
Умер 7 января 2024 года в возрасте 78 лет.

## Личная жизнь
Франц Беккенбауэр был католиком по вероисповеданию. Он трижды был женат. Из его пятерых детей (четыре сына и дочь) один — Штефан — также стал футболистом. Штефан умер в 2015 году в возрасте 46 лет после продолжительной борьбы с опухолью головного мозга.

## Достижения

### Командные
«Бавария»
- Чемпион ФРГ (4): 1968/69, 1971/72, 1972/73, 1973/74
- Обладатель Кубка ФРГ (4): 1965/66, 1966/67, 1968/69, 1970/71
- Обладатель Кубка европейских чемпионов (3): 1973/74, 1974/75, 1975/76
- Обладатель Кубка обладателей кубков УЕФА: 1966/67
- Обладатель Межконтинентального кубка: 1976

«Нью-Йорк Космос»
- Чемпион США (3): 1977, 1978, 1980

«Гамбург»
- Чемпион ФРГ: 1981/82

Сборная ФРГ
- Чемпион мира: 1974
- Чемпион Европы: 1972
- Серебряный призёр чемпионата мира: 1966
- Бронзовый призёр чемпионата мира: 1970
- Серебряный призёр чемпионата Европы: 1976

### Тренерские
Сборная Германии
- Чемпион мира: 1990
- Серебряный призёр чемпионата мира: 1986

«Олимпик Марсель»
- Чемпион Франции: 1990/91

«Бавария»
- Чемпион Германии: 1993/94
- Обладатель Кубка УЕФА: 1995/96

### Личные
- Обладатель «Золотого мяча» (France Football) (2): 1972[19], 1976[20]
- Футболист года в ФРГ (4): 1966, 1968, 1974, 1976
- Входит в символическую сборную чемпионата мира (3): 1966, 1970, 1974
- Входит в состав символической сборной по итогам чемпионата Европы по версии УЕФА (2): 1972[21], 1976[22]
- Входит в команду сезона Бундеслиги (12): 1965/66, 1966/67, 1967/68, 1968/69, 1969/70, 1970/1971, 1971/72, 1972/73, 1973/74, 1974/75, 1975/76, 1976/77
- Обладатель «Бронзовой бутсы» чемпионата мира: 1966[23]
- Обладатель «Серебряного мяча» чемпионата мира: 1974
- Лучший молодой игрок чемпионата мира: 1966[24]
- Золотой орден за заслуги, ФИФА: 1984
- Включён в сборную чемпионатов мира[англ.]: 2002
- Golden Foot: 2010 (в номинации «Легенды футбола»)[25]
- Обладатель Награды президента УЕФА: 2012[26]
- Входит в список ФИФА 100
- Обладатель трофея «Легенда» по версии читателей газеты «Marca»
- 29-е место рейтинге лучших тренеров в истории футбола по версии World Soccer: 2013[27][28]
- Почётный посол Косово[англ.] (2013, Республика Косово)[29]

## Статистика выступлений

### Клубная карьера
| Клуб                       | Сезон                      | Лига | Лига | Кубок ФРГ | Кубок ФРГ | Еврокубки | Еврокубки | Прочее | Прочее | Итого | Итого |
| Клуб                       | Сезон                      | Игры | Голы | Игры      | Голы      | Игры      | Голы      | Игры   | Голы   | Игры  | Голы  |
| -------------------------- | -------------------------- | ---- | ---- | --------- | --------- | --------- | --------- | ------ | ------ | ----- | ----- |
| Бавария                    | 1963/64                    | 0    | 0    | 0         | 0         | -         | -         | 6      | 2      | 6     | 2     |
| Бавария                    | 1964/65                    | 31   | 16   | 2         | 1         | -         | -         | 6      | 1      | 39    | 18    |
| Бавария                    | 1965/66                    | 33   | 4    | 6         | 1         | 0         | 0         | 0      | 0      | 39    | 5     |
| Бавария                    | 1966/67                    | 33   | 0    | 5         | 0         | 9         | 0         | 0      | 0      | 47    | 0     |
| Бавария                    | 1967/68                    | 28   | 4    | 4         | 0         | 7         | 1         | 0      | 0      | 39    | 5     |
| Бавария                    | 1968/69                    | 33   | 2    | 6         | 0         | 0         | 0         | 0      | 0      | 39    | 2     |
| Бавария                    | 1969/70                    | 34   | 6    | 3         | 0         | 2         | 0         | 0      | 0      | 39    | 6     |
| Бавария                    | 1970/71                    | 33   | 3    | 7         | 1         | 8         | 1         | 0      | 0      | 48    | 5     |
| Бавария                    | 1971/72                    | 34   | 6    | 6         | 1         | 7         | 0         | 0      | 0      | 47    | 7     |
| Бавария                    | 1972/73                    | 34   | 6    | 6         | 0         | 6         | 1         | 5      | 0      | 51    | 7     |
| Бавария                    | 1973/74                    | 34   | 4    | 4         | 0         | 10        | 1         | 0      | 0      | 48    | 5     |
| Бавария                    | 1974/75                    | 33   | 1    | 3         | 0         | 7         | 1         | 0      | 0      | 43    | 2     |
| Бавария                    | 1975/76                    | 34   | 5    | 7         | 2         | 9         | 0         | 2      | 0      | 52    | 7     |
| Бавария                    | 1976/77                    | 33   | 3    | 4         | 0         | 6         | 1         | 4      | 0      | 47    | 4     |
| Бавария                    | Итого                      | 427  | 60   | 63        | 6         | 71        | 6         | 23     | 3      | 584   | 75    |
| Нью-Йорк Космос            | 1977                       | 21   | 5    | -         | -         | -         | -         | -      | -      | 21    | 5     |
| Нью-Йорк Космос            | 1978                       | 33   | 10   | -         | -         | -         | -         | -      | -      | 33    | 10    |
| Нью-Йорк Космос            | 1979                       | 18   | 1    | -         | -         | -         | -         | -      | -      | 18    | 1     |
| Нью-Йорк Космос            | 1980                       | 33   | 5    | -         | -         | -         | -         | -      | -      | 33    | 5     |
| Нью-Йорк Космос            | Итого                      | 105  | 21   | 0         | 0         | 0         | 0         | 0      | 0      | 105   | 21    |
| Гамбург                    | 1980/81                    | 18   | 0    | 2         | 0         | 0         | 0         | 0      | 0      | 20    | 0     |
| Гамбург                    | 1981/82                    | 10   | 0    | 3         | 0         | 5         | 0         | 0      | 0      | 18    | 0     |
| Гамбург                    | Итого                      | 28   | 0    | 5         | 0         | 5         | 0         | 0      | 0      | 38    | 0     |
| Нью-Йорк Космос            | 1983                       | 27   | 2    | -         | -         | -         | -         | -      | -      | 27    | 2     |
| Нью-Йорк Космос            | Итого                      | 27   | 2    | 0         | 0         | 0         | 0         | 0      | 0      | 27    | 2     |
| Всего за «Нью-Йорк Космос» | Всего за «Нью-Йорк Космос» | 132  | 23   | 0         | 0         | 0         | 0         | 0      | 0      | 132   | 23    |
| Всего за карьеру           | Всего за карьеру           | 587  | 83   | 68        | 6         | 76        | 6         | 23     | 3      | 754   | 98    |

1. ↑  Региональная лига «Юг», Бундеслига, САФЛ (включая матчи раунда плей-офф).
2. ↑  Кубок европейских чемпионов, Кубок УЕФА, Кубок обладателей кубков УЕФА, Кубок ярмарок.
3. ↑  Суперкубок УЕФА, Межконтинентальный кубок, Кубок немецкой лиги, матчи переходного турнира региональной лиги «Юг».

Источники:
- Franz Beckenbauer — National Football Teams (англ.). National football teams.com.
- Franz Beckenbauer — Matches and Goals in Bundesliga (англ.). RSSSF.org.
- Franz Beckenbauer — Matches in European Cups (англ.). RSSSF.org.
- Franz Beckenbauer — Fussballdaten.de (нем.). Fussballdaten.com.

### Выступления за сборную
| Сборная          | Сезон            | Товарищеские | Товарищеские | Турниры | Турниры | Всего | Всего |
| Сборная          | Сезон            | Игры         | Голы         | Игры    | Голы    | Игры  | Голы  |
| ---------------- | ---------------- | ------------ | ------------ | ------- | ------- | ----- | ----- |
| ФРГ              | 1965             | 1            | 0            | 2       | 0       | 3     | 0     |
| ФРГ              | 1966             | 6            | 3            | 6       | 4       | 12    | 7     |
| ФРГ              | 1967             | 3            | 0            | 2       | 0       | 5     | 0     |
| ФРГ              | 1968             | 8            | 1            | 1       | 0       | 9     | 1     |
| ФРГ              | 1969             | 2            | 0            | 4       | 0       | 6     | 0     |
| ФРГ              | 1970             | 6            | 1            | 6       | 1       | 12    | 2     |
| ФРГ              | 1971             | 4            | 2            | 5       | 0       | 9     | 2     |
| ФРГ              | 1972             | 3            | 0            | 4       | 0       | 7     | 0     |
| ФРГ              | 1973             | 10           | 1            | 0       | 0       | 10    | 1     |
| ФРГ              | 1974             | 6            | 0            | 9       | 0       | 15    | 0     |
| ФРГ              | 1975             | 4            | 0            | 3       | 0       | 7     | 0     |
| ФРГ              | 1976             | 2            | 1            | 5       | 0       | 7     | 1     |
| ФРГ              | 1977             | 1            | 0            | 0       | 0       | 1     | 0     |
| Всего за карьеру | Всего за карьеру | 56           | 9            | 47      | 5       | 103   | 14    |

### Тренерская статистика
| Команда         | Период работы                     | Показатели | Показатели | Показатели | Показатели | Показатели | Показатели |
| Команда         | Период работы                     | И          | В          | Н          | П          | В %        | Прим.      |
| --------------- | --------------------------------- | ---------- | ---------- | ---------- | ---------- | ---------- | ---------- |
| Сборная ФРГ     | 12 сентября 1984 — 8 июля 1990    | 66         | 34         | 20         | 12         | 051,52     | [ 30 ]     |
| Олимпик Марсель | 1 сентября 1990 — 31 декабря 1990 | 25         | 16         | 4          | 5          | 064,00     | [ 32 ]     |
| Бавария         | 28 декабря 1993 — 30 июня 1994    | 14         | 9          | 2          | 3          | 064,29     | [ 33 ]     |
| Бавария         | 28 апреля 1996 — 30 июня 1996     | 5          | 3          | 0          | 2          | 060,00     | [ 33 ]     |
| Всего           | Всего                             | 110        | 62         | 26         | 22         | 056,36     |            |